# ポール・ストッダート
ポール・ジェラルド・ストッダート（Paul Gerard Stoddart, 1955年5月26日 - ）は、オーストラリア出身の北欧系の英国在住の実業家。
F1にかつて存在したミナルディチームのオーナーであったことで知られる。
日本語表記はポール・スタッダートと書かれる場合もある。
ビクトリア州メルボルン郊外のコバーグ市出身で、26歳の1981年から渡英を繰り返し、1986年には英国に定住化している。

## 初期の経歴

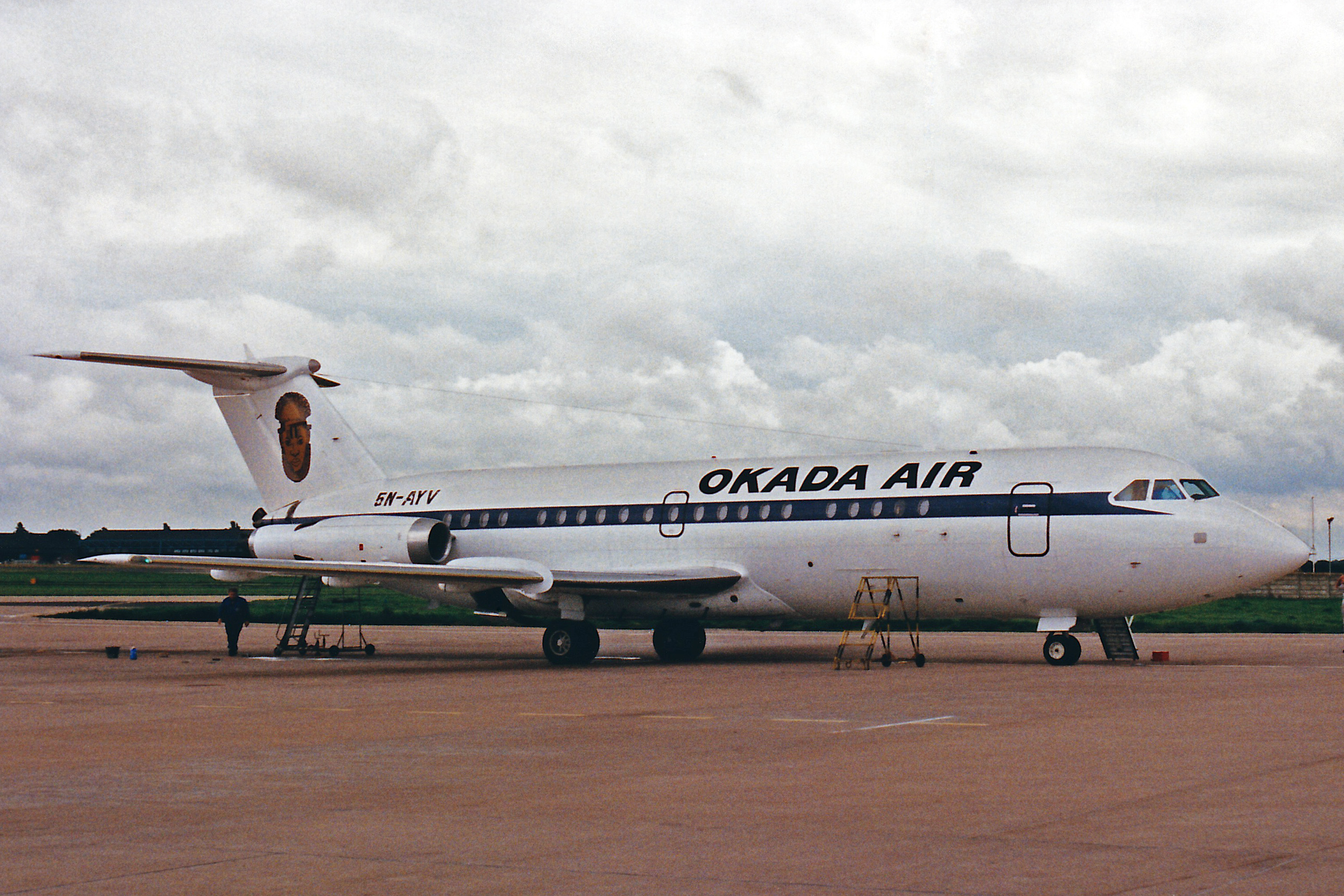
BAC 1-11 408 Okada Air MAN
新品1機の転売先が使用する同型機

GTカーの地方レースに参加しつつ、自動車販売業で、最初の1億円を稼いだとされる小財をなし、1981年から渡英を繰り返し、自動車輸入・販売チャンネルの形成を試みた。
34歳の1989年8月、ロンドンで、オーストラリア空軍からブリティッシュエアクラフトコーポレーション製の旅客機BAC 1-11の新品1機を含むセットの放出があるという情報を受取り、すぐさま現地に飛び、数百万ドルで多くのものを落札入手することができた。機体5機のその付録として落札された雑品は宝の山でこれがすべての始まりだったという。
1991年、ブリティッシュ・エアウェイズのダンエア買収時に、24機のBAC 1-11を入手し、BAC 1-11の豊富なスペアパーツとのセットで、整備部門を併せ持つ航空機リース・販売・スペア会社としての企業基盤が確立された。
オーストラリアではタスマニアがギャンブル特区とされていることに目をつけ、賭博目的の客をオーストラリア本土とタスマニア島との間で往復させることを目的に、自らチャーター便を運営し、ヨーロピアン航空エアチャーターで、上客(VIP)専門のチャーター便事業からスタートし、その後、規模を拡大して成功を収めた(1993年9月3日 - 2009年12月)。

## F1への関わり

### ボス・フォーミュラ

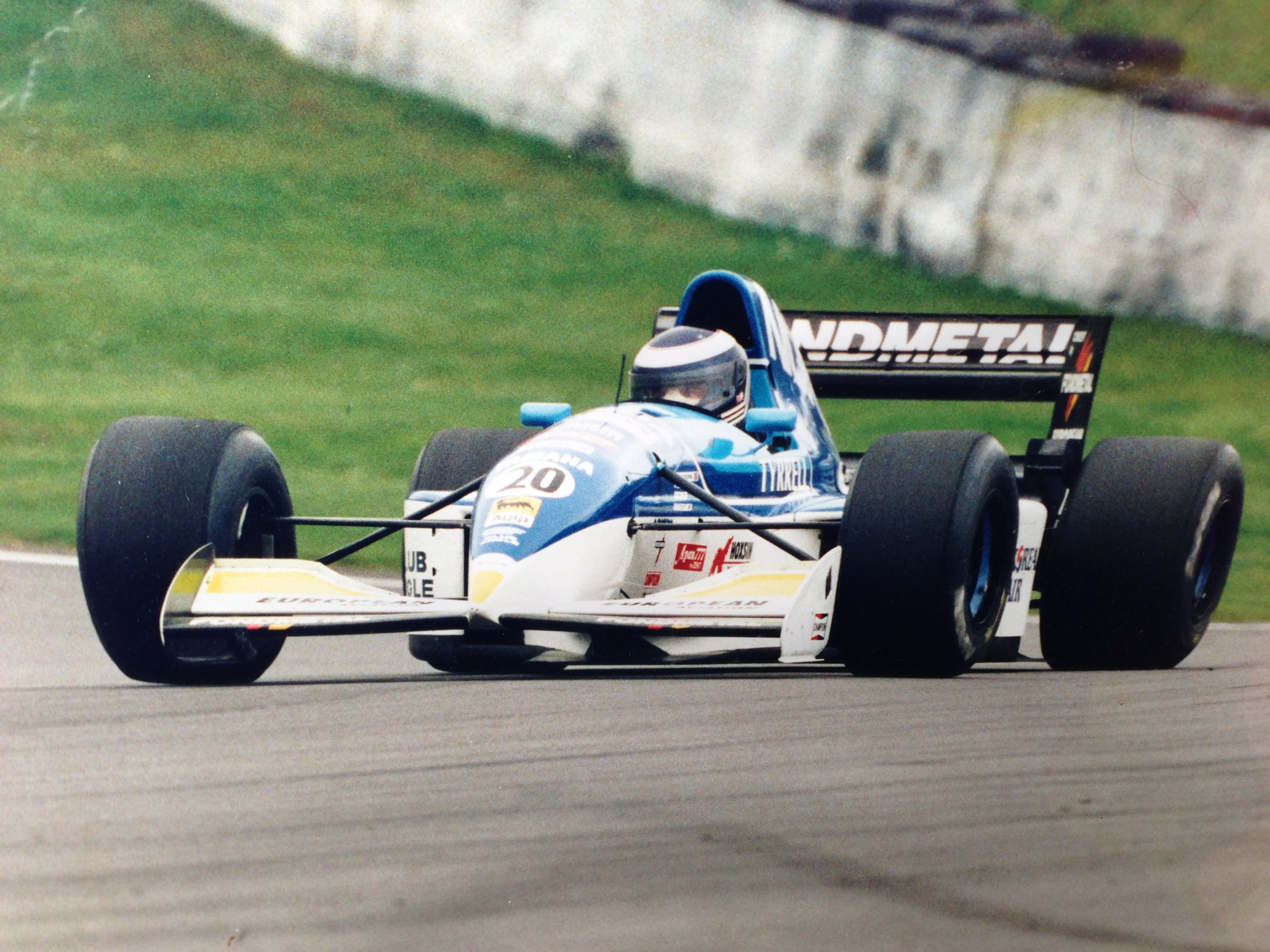
マイク・ガスコインがドライブするティレルのF1マシン（Boss GP seriesにて、1999年）

ティレル、ミナルディ、ベネトン、ブラバムのF1カーのコレクションで、1995年発足の、F1・ヒストリカル・チャンピオンシップのボスGPに参戦した。
ナイジェル・グリーンソールをドライバーに起用して1994年F1車のティレル・022で1997年と1998年に優勝した。
1999年には、マイク・ガスコインが自身でデザインしたティレル・022とティレル・025を運転して、ブランズ・ハッチでの最初のレースで3位表彰台に立ったという。
このシリーズは、2000年からユーロ・ボス・シリーズとなり、2010年まで続き、終末期にはSA06の出走もあった。

### 1997年
ティレルはストッダートとヨーロピアン航空を技術パートナーとして採用し、ティレル本社にチーム風洞を建設する計画を立てていた。
11月、エイドリアン・レイナード(15%)、BAT(55%)、クレイグ・ポロック(30%)の共同出資者グループによってティレルは2600万ドルで買収された。

### 1998年

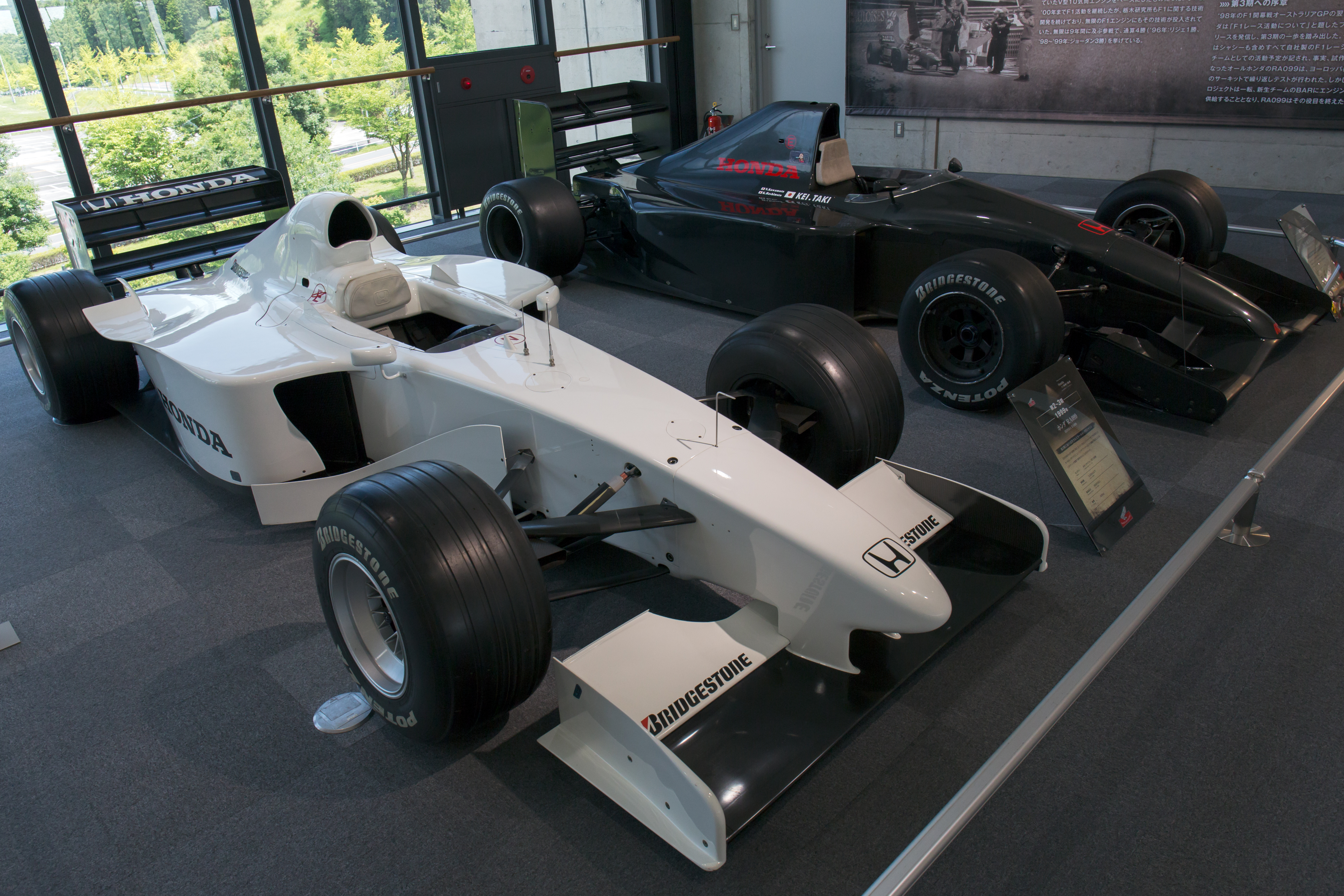
ホンダ・RA099（ティレル・027）
ホンダコレクションホールにて

これは、新規チームのブリティッシュ・アメリカン・レーシングのF1参戦権を確保するための買収であったため、ティレル資産の多くは売りに出された。
ストッダートは、ブリティッシュ・アメリカン・レーシングが必要としなかったティレルの7.5トンのスペアパーツと装備を、クレイグ・ポロックとレイナードのゼネラル・マネージャーのリック・ゴーンとの交渉で100万ドルで購入した。また、ケン・ティレルから100万ドルでティレル車の車体の大部分が購入された。
航空機パーツ事業の本部があるイングランド西部のレドベリーで、F1施設の建設に着手した。
1998年の、ティレルの名前で出走した最終年、鈴鹿での最終戦のフラッグがおろされた直後にレースチームそのものを買収した。
この年には、ハーベイ・ポスルスウェイトやティム・デンシャムを含む設計チームがティレル・027と成り損ねた車両の設計をした。
この車はダラーラがモノコック製作を担当したホンダ・RA099で一般的にはよく知られ、7台が製造されたとされる。

### 1999年
日の目をみなかった1999年ティレルをツーシーターのレースカーに改造する計画が着手され、8台の見本が製造され収益性の高いビジネスが始まる。
彼のレドベリーのファクトリーでは、ふたりの空力専門家を含めたスタッフがティレルのツーシーターをゼロから製造することが可能になっていた。
ある時点で、このプロジェクトには40人のスタッフが関わり、2000年の予算は200万ドルで、ツーシーター・マシンの製造コストは1台50万ドルだった。
さらに、手持ちの雑品に命を吹き込む目的で、前年フォードの買収により成立したコスワース・レーシング社のバーナード・ファーガソンからエンジン設計図(JD Zetec-R)を購入し、エンジンのリビルトも開始した。 
また、コスワースバッジのF1エンジン群の中には、コスワースの支援を受けてストッダートがエンジンのリビルト・開発に関わった個体も存在する。
この年にはまた、エデンブリッジ・レーシングを買収して、自身のチーム「ヨーロピアン・エデンブリッジ・レーシング」で国際F3000に参戦し始め、その翌年には、アロウズと提携してヨーロピアン・アロウズ・F3000チームを名乗る。
1998年に設立されたヨーロピアン・フォーミュラ・レーシングは、現在も整理されてはいない。
同年は、ヨーロピアン航空の名義でジョーダンのスポンサーとなる。

### 2000年
アロウズのスポンサーとなり、アロウズのジュニアチームとなった自身のF3000チーム「ヨーロピアン・アロウズ・F3000チーム」でオーストラリア人のマーク・ウェバーをドライバーに起用した。ストッダートは「テレフォニカが引き上げを決めた後のミナルディの窮状については隣のピット(アロウズ)にいたからよく知っていた」という。
翌2001年1月、マイク・ガスコイン経由でもたらされた、癌に侵されていることが判明していたミナルディの共同オーナーのガブリエーレ・ルミからの緊急要請に応じて、ファエンツアに飛び、フォンドメタル所有のチーム株式を買い取り、チームの負債を肩代わりするという内容の契約を交わし、チームの運営権を掌握した。

## ミナルディ救済

### 周囲からの思惑
「万年最下位」「万年金欠」で知られた同チームだが、ストッダートが買い取った当時は、チームの歴史の中でも特に深刻なチーム存続の瀬戸際に立たされていたが、ストッダートの登場はその状況を好転させる契機となった。
しかし、チームの参戦枠の転売などを目的に同チームに触手を伸ばした、あるいは伸ばそうと試みた実業家は過去にも少なくなかったため、運営するとなると実利はまず見込めないミナルディの買収にあえて踏み切ったストッダートという実業家に対しても、当初、それらの同類といぶかしむ人間は少なくなかった。
また、当初はチームをイギリスの自らの本拠地に移し、ファエンツァを離れてしまうのではないかという声もあがった。

### ファエンツァへと飛ぶ

#### ヨーロピアン・ミナルディ・チーム

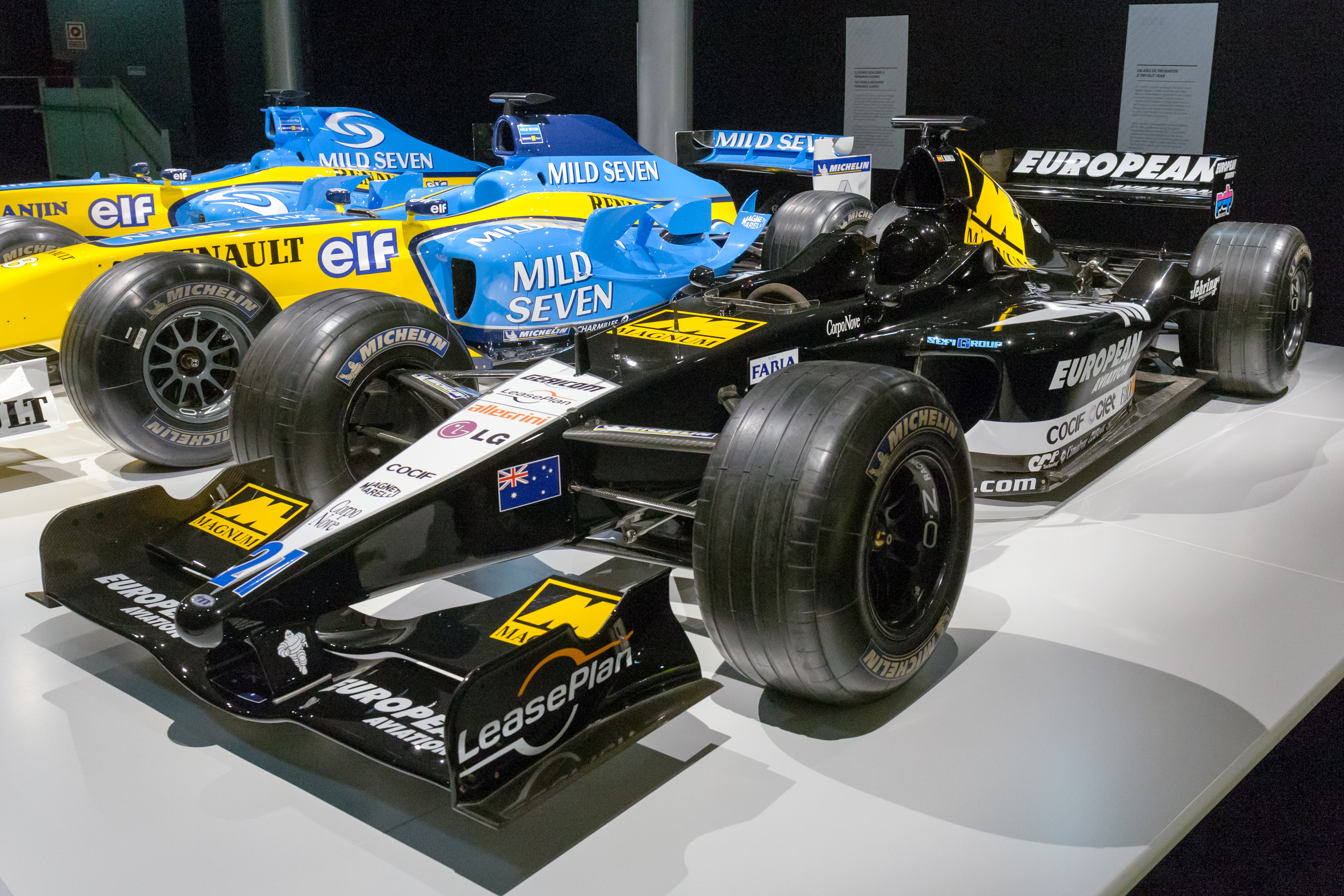
ミナルディ・PS01（フェルナンド・アロンソ車）

ストッダートが指揮するようになって後も、チームは慢性的なスポンサー不足を解消するには到らず、後方集団に埋もれて各シーズンを送ることとなる。
2002年末、ストッダートはヨーロピアン航空の代わりとして、オランダの浴槽・トイレ製品製造企業であるウィラックス（Wilux）を新たにタイトルスポンサーに迎えた。しかし、2004年のイギリスGP直前に同チームで長年にわたってスポーティング・ディレクターを務めていたジョン・ウォルトンが心臓病により亡くなり、それに弔意を示すべく同GPにおいて全てのスポンサーロゴを事前の通知もせずに外したことで、ウィラックス側が激怒し、支援が打ち切られるという事態に陥った。
これにより、再びチームは窮状に陥り、オーナーであるストッダート自身が自身のF1カーコレクションを売却するなどの方法すら用いつつ、ミナルディは厳しい財政事情の下で数シーズンを送り、2005年9月12日、ストッダートはチームをオーストリアの飲料会社レッドブルのオーナーであるディートリヒ・マテシッツに売却すると発表し、F1の世界から去った。

## チーム売却後の動向

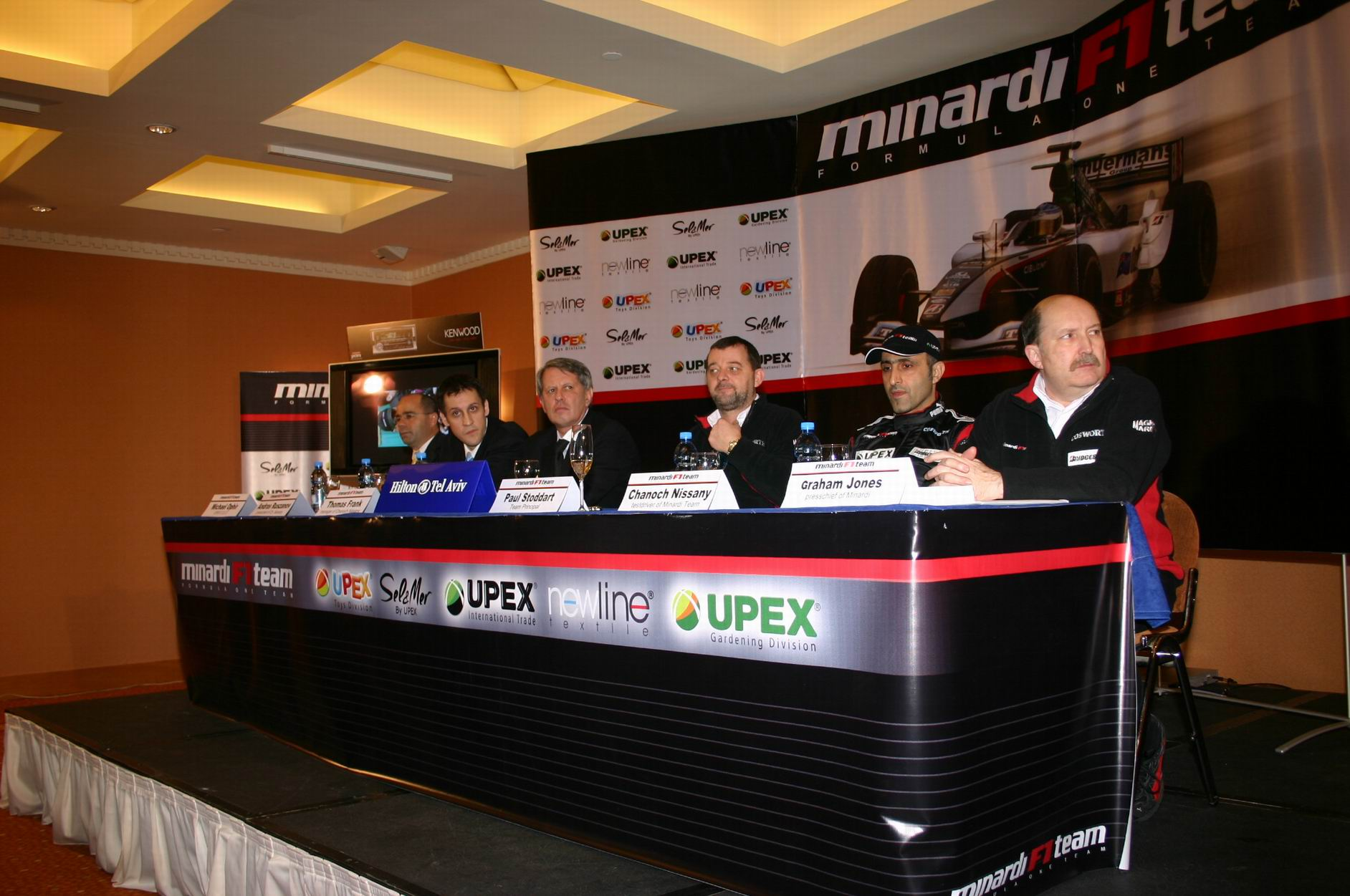
テルアビブで記者会見をするストッダート

ミナルディチーム売却に前後して、VIPを対象としたチャーター便会社「Ozジェット」をオーストラリアで設立した。レッドブルにチームを売却した際の売却額については、多額にのぼったとされており、この新会社の設立にあたってそれを充てたと言われている。

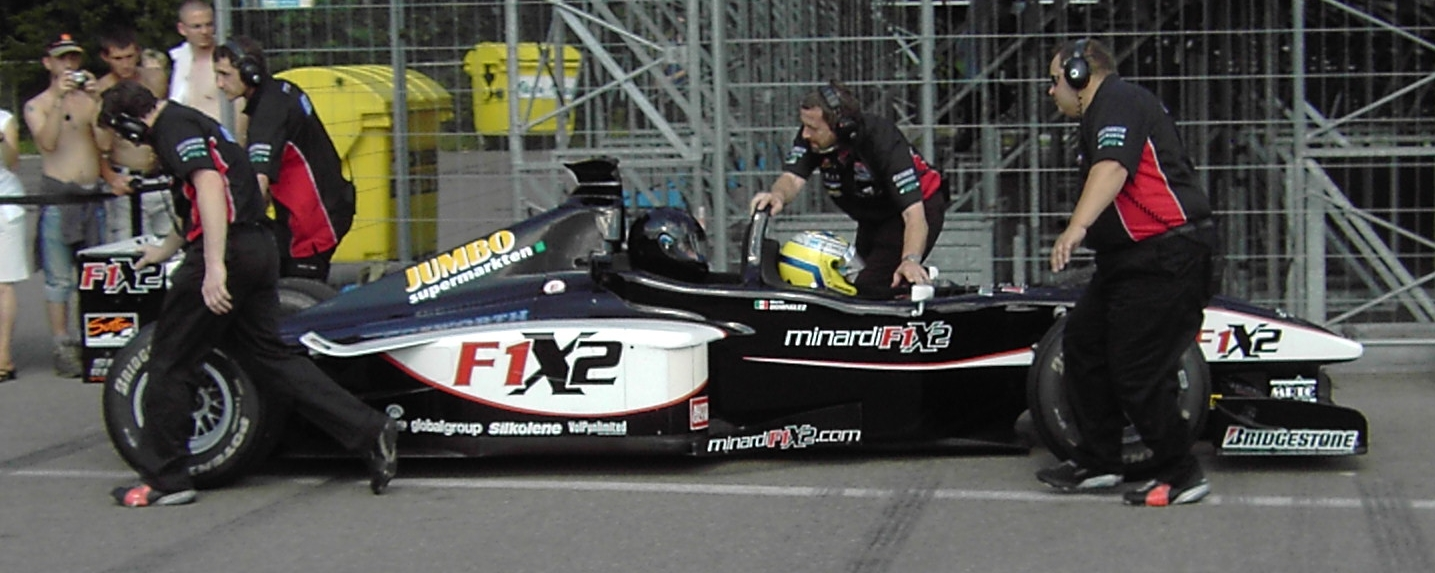
ミナルディ・F1X2（2007年）

F1からの撤退後も、Ozジェットとヨーロピアン航空のプロモーションの一環として、「ヨーロピアン・ミナルディ」の2シーターF1カーをイベントなどで走行させている。また、2007年のジャンカルロ・ミナルディのGP2への参戦とは別に、アメリカのチャンプカーへの参戦準備を始めた。
2017年現在は、F1の各グランプリへの旅行ツアー（基本的にサーキットの指定席・パーティ・宿泊施設のパック）を運営する「F1 Experiences」も経営している。「F1 Experiences」では2シーターカーの同乗やピット作業の実体験といったファン向けサービスも手がけており、消滅したマノー・レーシングの機材の一部などを購入してサービスに充てている。

### F1チーム復活への動き
チームをレッドブルに売却してからほぼ半年後の2006年3月、ストッダートは2008年のF1選手権に参戦すべく、FIAに「ミナルディ」の名で参加の申請を行ったことを明らかにしている。このニュースを聞いた同胞のマーク・ウェバーは「素晴らしいね。彼は負けず嫌いで情熱的な人物だ。ポールがカムバックできれば嬉しいね。彼はパドックにふさわしい人間だよ」とコメントしていた。
しかし、この申請は却下された。理由は不明。

### チャンプカー参戦
2006年12月18日、インディアナポリスを本拠地とするCTEレーシングHVMチャンプカーチームの株式の過半数を取得し、ミナルディチームUSAとして2007年シーズンからチャンプカーに参戦することを発表した。しかしチャンプカーが2008年よりインディカー・シリーズ（IRL）と統合され（事実上IRLによるチャンプカーの吸収合併）、ミナルディチームUSAはチーム名を元の「HVMレーシング」に戻したため、「ミナルディ」の名前はわずか1年強で消滅した。